# Christoffer Nygaard

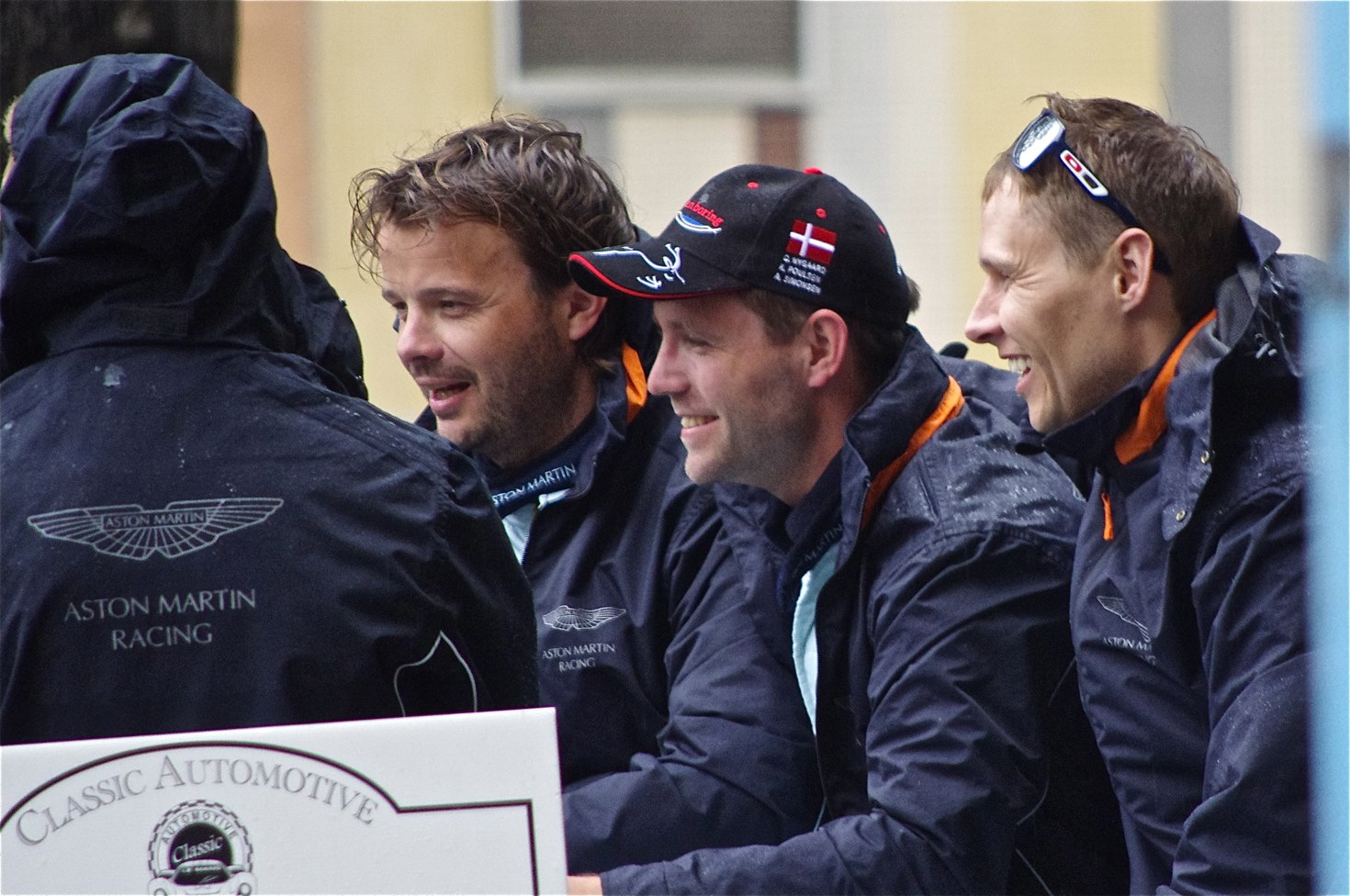
Christoffer Nygaard (Mitte) mit Kristian Poulsen (links) und Allan Simonsen rechts vor dem 24-Stunden-Rennen von Le Mans 2012

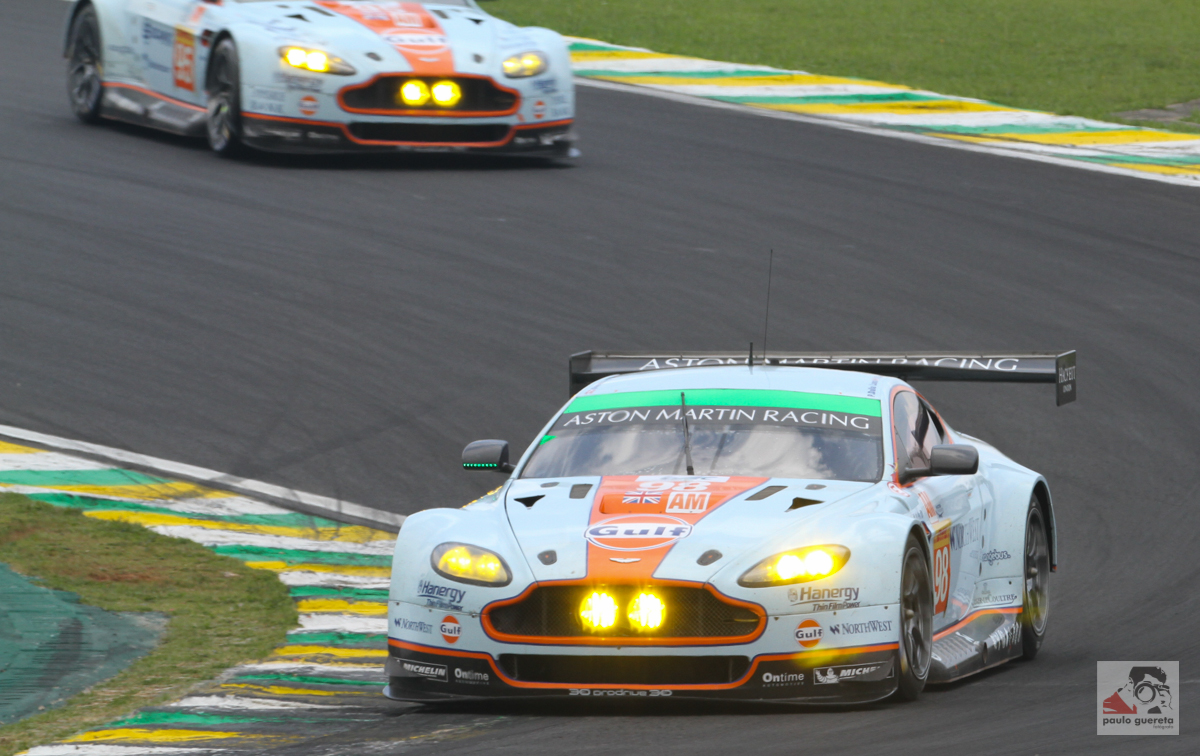
Der von Christoffer Nygaard beim 6-Stunden-Rennen von São Paulo 2014 gefahrene Aston Martin Vantage GTE

Christoffer Alexander Nygaard (* 24. März 1986 in Gentofte) ist ein ehemaliger dänischer Autorennfahrer.

## Karriere als Rennfahrer
Christoffer Nygaard begann seine Fahrerkarriere Anfang der 2000er-Jahre im Kartsport, wo er 2004 Dritter in der skandinavischen Formel-A-Meisterschaft wurde. 2005 kam er nach Deutschland und fuhr in verschiedenen Markenpokalen. Auf Einsätze im ADAC Volkswagen Polo Cup folgten Starts im Seat Leon Supercopa, wo er 2008 hinter Nicki Thiim und Jimmy Johansson Meisterschaftsdritter wurde.
2010 fand er Aufnahme in das Nachwuchsprogramm von Aston Martin und stieg 2012 zum GT-Werksfahrer auf. Er startete im ADAC GT Masters und ab 2012 in der FIA-Langstrecken-Weltmeisterschaft. Fünfmal ging er beim 24-Stunden-Rennen von Le Mans an den Start, wo er 2010 mit dem 22. Endrang sein bestes Ergebnis im Schlussklassement erreichte. Hart traf ihn der Tod seines Freundes und Teamkollegen Allan Simonsen in der Startphase des 24-Stunden-Rennens 2013.
Nach dem Auslaufen seines Aston-Martin-Vertrages beendete er mit dem Ablauf der Saison 2015 seine professionelle Karriere und wurde in seinem Heimatland Dänemark Renninstrukteur.

## Statistik

### Le-Mans-Ergebnisse
| Jahr | Team                | Fahrzeug                 | Teamkollege      | Teamkollege    | Platzierung | Ausfallgrund                  |
| ---- | ------------------- | ------------------------ | ---------------- | -------------- | ----------- | ----------------------------- |
| 2010 | Young Driver AMR    | Aston Martin DBR9        | Tomáš Enge       | Peter Kox      | Rang 22     |                               |
| 2012 | Aston Martin Racing | Aston Martin Vantage GT2 | Kristian Poulsen | Allan Simonsen | Ausfall     | Unfall                        |
| 2013 | Aston Martin Racing | Aston Martin Vantage GT2 | Kristian Poulsen | Allan Simonsen | Ausfall     | tödlicher Unfall von Simonsen |
| 2014 | Aston Martin Racing | Aston Martin Vantage GTE | Paul Dalla Lana  | Pedro Lamy     | Rang 26     |                               |
| 2015 | Aston Martin Racing | Aston Martin Vantage GTE | Nicki Thiim      | Marco Sørensen | Rang 27     |                               |

### Einzelergebnisse in der FIA-Langstrecken-Weltmeisterschaft
| Saison | Team                | Rennwagen                | 1   | 2   | 3   | 4   | 5   | 6   | 7   | 8   |
| ------ | ------------------- | ------------------------ | --- | --- | --- | --- | --- | --- | --- | --- |
| 2012   | Aston Martin Racing | Aston Martin Vantage GT2 | SEB | SPA | LEM | SIL | SAO | BAH | FUJ | SHA |
| 2012   | Aston Martin Racing | Aston Martin Vantage GT2 | DNF |     |     |     |     |     |     |     |
| 2013   | Aston Martin Racing | Aston Martin Vantage GT2 | SIL | SPA | LEM | SAO | AUS | FUJ | SHA | BAH |
| 2013   | Aston Martin Racing | Aston Martin Vantage GT2 | 19  | 22  | DNF | DNF | 17  | 17  | DNF | 13  |
| 2014   | Aston Martin Racing | Aston Martin Vantage GTE | SIL | SPA | LEM | AUS | FUJ | SHA | BAH | SAO |
| 2014   | Aston Martin Racing | Aston Martin Vantage GTE | 16  | 20  | 26  | 17  | 18  | 20  | 20  | 13  |
| 2015   | Aston Martin Racing | Aston Martin Vantage GTE | SIL | SPA | LEM | NÜR | AUS | FUJ | SHA | BAH |
| 2015   | Aston Martin Racing | Aston Martin Vantage GTE | 12  | 21  | 27  | 19  | 18  | 19  |     | 22  |